# Santana de Cambas
Santana de Cambas es una freguesia portuguesa del concelho de Mértola, con 164,17 km² de superficie y 863 habitantes (2001). Su densidad de población es de 5,3 hab/km².

## Galería

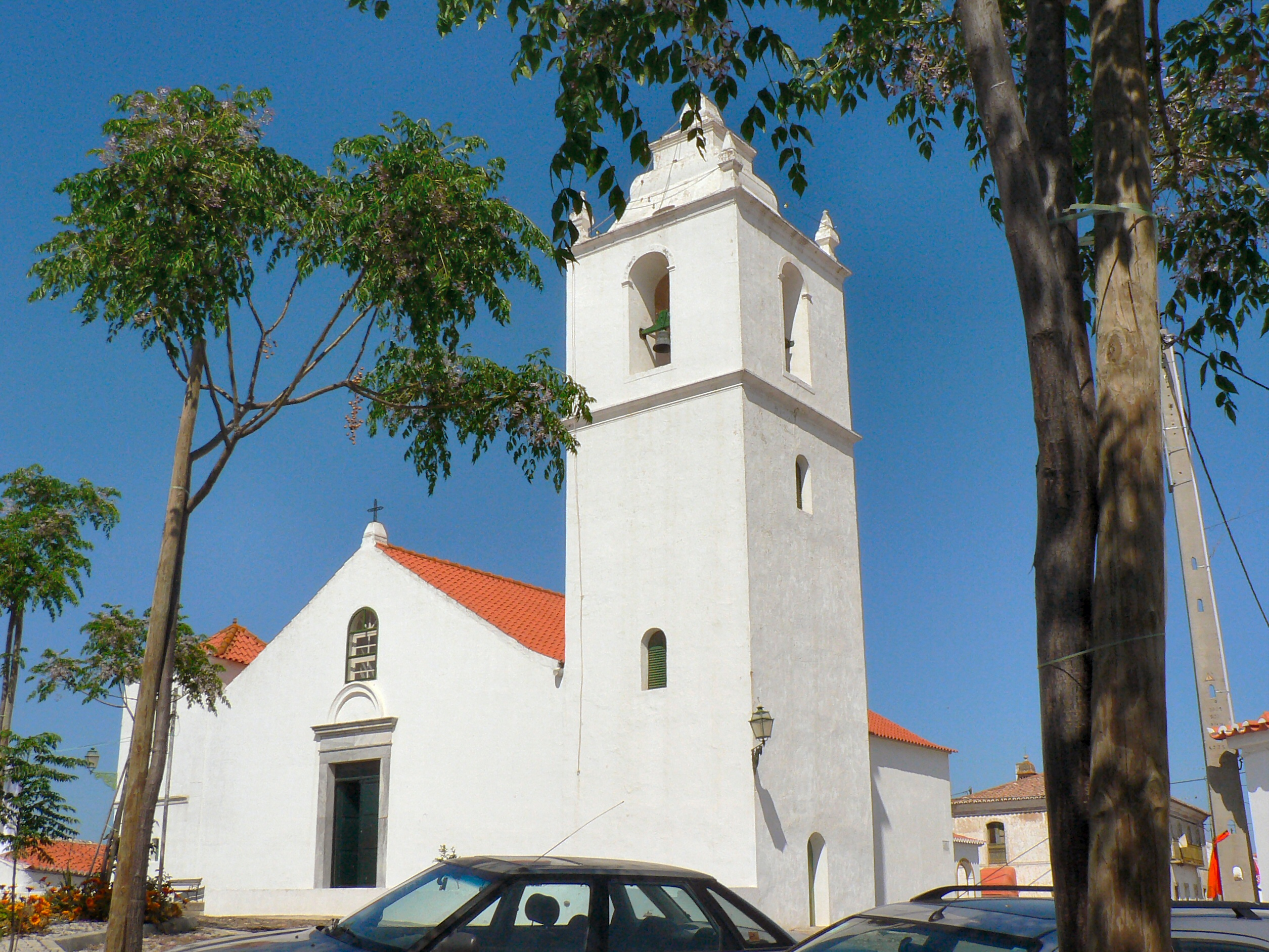
Iglesia de Santana de Cambas